# Rilly-Sainte-Syre

Rilly-Sainte-Syre este o comună în departamentul Aube din nord-estul Franței. În 1 ianuarie 2022 avea o populație de 230 de locuitori.